# 石巻中山町
石巻中山町（いしまきなかやまちょう）は愛知県豊橋市の町名。

## 地理
豊橋市の北東部に位置し静岡県との県境を持つ。
丁目は持たないが小字が振られている。

### 河川
- 安川
- 豊川用水東部幹線

### 小字
| - 字上ノ山（うえのやま） - 字大沢（おおさわ） - 字大山（おおやま） - 字奥屋（おくや） - 字金付（かなつけ） - 字刈谷田（かりやだ） - 字五本松（ごほんまつ） - 字古見道（こみどう） - 字沢辺（さわべ） - 字城屋敷（しろやしき） | - 字諏訪山（すわやま） - 字諏訪（すわ） - 字大門（だいもん） - 字太陽寺跡（たいようじあと） - 字太陽寺前（たいようじまえ） - 字滝沢（たきざわ） - 字田中（たなか） - 字谷草（たにくさ） - 字弾正城跡（だんじょうじょうし） | - 字稗林（ひえばやし） - 字真伽田（まかだ） - 字神子浦（みこうら） - 字水船（みずふね） - 字南山（みなみやま） - 字向イ（むかい） - 字役所場（やくしょば） - 字八津田（やつだ） - 字矢ノ沢（やのさわ） |

## 歴史
愛知県八名郡中山村を全身とする。
1889年10月1日に馬越村、西川村、萩平村、中山村、平野村、小野田村が合併し、西郷村となり、中山村は消滅。大字中山となる。
1906年7月1日に多米村、三輪村、玉川村、嵩山村、西郷村が合併し、石巻村となる。大字は継承される。
1955年、豊橋市へ編入される。大字中山は石巻中山町に継承された。

## 世帯数と人口
2019年（平成31年）4月1日現在の世帯数と人口は以下の通りである。
| 町丁       | 世帯数 | 人口  |
| ---------- | ------ | ----- |
| 石巻中山町 | 57世帯 | 149人 |

### 人口の変遷
国勢調査による人口の推移
| 1995年（平成7年）  | 183人 | [ 5 ] |  |
| 2000年（平成12年） | 185人 | [ 6 ] |  |
| 2005年（平成17年） | 154人 | [ 7 ] |  |
| 2010年（平成22年） | 156人 | [ 8 ] |  |
| 2015年（平成27年） | 144人 | [ 9 ] |  |

## 学区
市立小・中学校に通う場合、学区は以下の通りとなる。また、公立高等学校に通う場合の学区は以下の通りとなる。
| 番・番地等 | 小学校             | 中学校             | 高等学校 |
| ---------- | ------------------ | ------------------ | -------- |
| 全域       | 豊橋市立西郷小学校 | 豊橋市立石巻中学校 | 三河学区 |

## 施設
- 鶴田石材
- 大蔵神社
- 医神社
- 菩提寺

## その他

### 日本郵便
- 郵便番号 : 441-1104[3]（集配局：石巻郵便局[12]）。

## 参考資料
- 「角川日本地名大辞典」編纂委員会 編『角川日本地名大辞典 23 愛知県』角川書店、1989年3月8日。ISBN 4-04-001230-5。
- 有限会社平凡社地方資料センター 編『日本歴史地名体系第23巻 愛知県の地名』平凡社、1981年。ISBN 4-582-49023-9。